# باني (جمهورية الدومينيكان)
باني هي مدينة، في جمهورية الدومينيكان، تتبع محافظة بيرافيا، بلغ عدد سكانها 145,595 نسمة في 2014، تبلغ مساحتها 642,750,000 متر مربع (642.75 كـم2).

## المناخ
يظهر الجدول التالي التغييرات المناخية على مدار السنة لباني:
| البيانات المناخية لـباني                       | البيانات المناخية لـباني | البيانات المناخية لـباني | البيانات المناخية لـباني | البيانات المناخية لـباني | البيانات المناخية لـباني | البيانات المناخية لـباني | البيانات المناخية لـباني | البيانات المناخية لـباني | البيانات المناخية لـباني | البيانات المناخية لـباني | البيانات المناخية لـباني | البيانات المناخية لـباني | البيانات المناخية لـباني |
| الشهر                                          | يناير                    | فبراير                   | مارس                     | أبريل                    | مايو                     | يونيو                    | يوليو                    | أغسطس                    | سبتمبر                   | أكتوبر                   | نوفمبر                   | ديسمبر                   | المعدل السنوي            |
| ---------------------------------------------- | ------------------------ | ------------------------ | ------------------------ | ------------------------ | ------------------------ | ------------------------ | ------------------------ | ------------------------ | ------------------------ | ------------------------ | ------------------------ | ------------------------ | ------------------------ |
| الدرجة القصوى °م (°ف)                          | 35.5 (95.9)              | 36.5 (97.7)              | 36.5 (97.7)              | 37.2 (99.0)              | 36.7 (98.1)              | 36.6 (97.9)              | 37.0 (98.6)              | 38.0 (100.4)             | 38.5 (101.3)             | 38.0 (100.4)             | 37.0 (98.6)              | 37.5 (99.5)              | 38.5 (101.3)             |
| متوسط درجة الحرارة الكبرى °م (°ف)              | 31.2 (88.2)              | 31.5 (88.7)              | 32 (90)                  | 32.6 (90.7)              | 32.6 (90.7)              | 32.7 (90.9)              | 33.5 (92.3)              | 33.5 (92.3)              | 33.3 (91.9)              | 32.8 (91.0)              | 32.3 (90.1)              | 31.3 (88.3)              | 32.4 (90.3)              |
| متوسط درجة الحرارة الصغرى °م (°ف)              | 20.5 (68.9)              | 20.7 (69.3)              | 21.5 (70.7)              | 22.2 (72.0)              | 22.7 (72.9)              | 23.2 (73.8)              | 23.8 (74.8)              | 23.5 (74.3)              | 23.0 (73.4)              | 22.5 (72.5)              | 21.7 (71.1)              | 20.6 (69.1)              | 22.2 (72.0)              |
| أدنى درجة حرارة °م (°ف)                        | 14.0 (57.2)              | 14.5 (58.1)              | 15.5 (59.9)              | 16.0 (60.8)              | 19.0 (66.2)              | 19.0 (66.2)              | 20.0 (68.0)              | 20.0 (68.0)              | 20.0 (68.0)              | 18.0 (64.4)              | 15.5 (59.9)              | 15.0 (59.0)              | 14.0 (57.2)              |
| معدل هطول الأمطار مم (إنش)                     | 24.7 (0.97)              | 25.7 (1.01)              | 23.2 (0.91)              | 36.8 (1.45)              | 118.6 (4.67)             | 135.2 (5.32)             | 79.6 (3.13)              | 125.0 (4.92)             | 131.9 (5.19)             | 137.2 (5.40)             | 61.0 (2.40)              | 29.8 (1.17)              | 928.7 (36.56)            |
| متوسط الأيام الممطرة (≥ 1.0 mm)                | 3.7                      | 3.4                      | 4.0                      | 4.4                      | 9.4                      | 9.4                      | 6.9                      | 8.5                      | 7.8                      | 9.4                      | 5.2                      | 3.5                      | 75.6                     |
| المصدر: الإدارة الوطنية للمحيطات والغلاف الجوي |                          |                          |                          |                          |                          |                          |                          |                          |                          |                          |                          |                          |                          |

## أعلام
- إلاديو فيكتوريا
- ماكسيمو غوميز
- خوسيه باوتيستا
- ماركوس انطونيو كابرال
- خوليو ماتيو
- مانويل دي ريجال موتا